# Okgwa-myeon
Okgwa-myeon (koreanska: 옥과면)  är en socken i kommunen Gokseong-gun i provinsen Södra Jeolla i den södra delen av Sydkorea, 250 km söder om huvudstaden Seoul.